# Adolf Kröncke
Adolf Kröncke (* 30. August 1922 in Göttingen; † 2. April 2009 in Erlangen) war ein deutscher Zahnmediziner und Hochschullehrer.

## Leben
Kröncke studierte an der Universität Hamburg Zahnmedizin bei Karl Schuchardt. Er promovierte 1949 mit der Arbeit Über die Wirkungsbedingungen der intravenösen Injektion. Zusammen mit Rudolf Naujoks, Fritz Bramstedt und Günter Ahrens („Hamburger Schule“) führte er Untersuchungen über die Rolle des Speichels bei der Zahnkaries durch, insbesondere zum Einfluss von Fluoriden. 1956 habilitierte er sich mit der Schrift  Freie Zucker im menschlichen Nüchternspeichel und deren Beziehungen zur Zahnkaries. Papierchromatographische Untersuchungen (Leipzig 1959). Er wurde zuerst Oberarzt, war ab 1962 außerplanmäßiger Professor an der Eberhard Karls Universität Tübingen und wurde 1964 an die Friedrich-Alexander-Universität Erlangen-Nürnberg berufen. Dort war er zunächst außerordentlicher Professor und Leiter der Abteilung für Zahnerhaltung. Am 12. April 1967 wurden ihm Titel, Rang und Rechte eines ordentlichen Professors verliehen und er erhielt einen Ruf an den Lehrstuhl für konservierende Zahnheilkunde am zahnärztlichen Institut der Universität Tübingen. Von 1968 bis 1990 war er in Erlangen Ordinarius und Direktor der Poliklinik für Zahnerhaltung und Parodontologie (von 1968 bis 1969 auch Dekan der Medizinischen Fakultät).
Kröncke war langjähriger Schriftleiter der Deutschen Zahnärztlichen Zeitschrift (DZZ).
Kröncke war Ehrenmitglied der Deutschen Gesellschaft für Zahnerhaltung (DGZ), der Société Royale Belge de Stomatologie et de Chirurgie Maxillo-Faciale (SRBSCMF) und der Ungarischen Zahnärzte-Gesellschaft (MFE), sowie Mitglied der ORCA (Europäische Arbeitsgemeinschaft für Kariesforschung). Er war Träger der Ehrennadel in Gold der Deutschen Zahnärzteschaft und der Deutschen Gesellschaft für Zahn-, Mund- und Kieferheilkunde. Er trug das Bundesverdienstkreuz am Bande. Mitte der 60er Jahre war er erst Berater, dann Präsident der Continental Europe Division der International Association for Dental Research (IADR).

## Werke
- (Übersetzer und Bearbeiter) William R. Tyldesley, Farbatlas der Mundkrankheiten,  München/Wien 1978
- (Übersetzer und Bearbeiter) Robert Rapp und Gerald B. Winter, Praxis der Kinderzahnheilkunde. Farbatlas der klinischen Symptome, München/Wien 1978
- Das funktionsgestörte Kauorgan. Eine Herausforderung an das gesamte Fach, München/Wien 1987
- (zusammen mit Thomas Kerschbaum) Wissenschaftler müssen schreiben. Ein Traktat, nicht nur für Zahnmediziner, warum, was und wie sie schreiben sollten,   München/Wien 1990